# Isola Amsterdam
L'isola Amsterdam (chiamata anche Nuova Amsterdam) è una piccola isola francese situata nel sud dell'Oceano Indiano. Essa forma insieme all'isola Saint-Paul, sita a 85 km verso sud, il distretto di îles Saint-Paul et Nouvelle-Amsterdam, uno dei cinque distretti delle terre australi e antartiche francesi.

## Geografia
L'isola Amsterdam è un'isola di origine vulcanica, con un aspetto piuttosto massiccio e con una superficie di 58 km². Essa ha una lunghezza massima di 10 km (lungo l'asse nord-sud) e una larghezza di 7 km (est-ovest). Il bordo occidentale è formato da alte falesie di 400-700 metri d'altezza, mentre la parte orientale discende in maniera più dolce verso il mare. Il monte de la Dives è il punto più alto dell'isola con i suoi 881 m.
Descritta dai navigatori olandesi (che le diedero il nome) nel XVII secolo come ricca di foreste, l'isola si presenta attualmente quasi spoglia di vegetazione arborea (resistono solo alcuni esemplari di Phylica arborea), a causa degli incendi susseguitisi nei secoli, che hanno privato il suolo dei residui torbosi necessari alla crescita di tali alberi.

## Storia
Diversi tentativi di insediamento si sono susseguiti nella storia, anche se solo per brevi periodi di tempo. Nel XVIII e nel XIX secolo fu utilizzata come base per i pescatori dell'isola di Reunion e per i cacciatori di balene americani e inglesi.
Nell'anno 1870 un allevatore francese di nome Heurtin cercò di stabilire una piccola comunità nell'isola, basata sull'allevamento di bovini; tale esperimentò fallì e dopo sette mesi i residenti abbandonarono l'isola, lasciando tuttavia il bestiame dietro di loro. Questi bovini, cresciuti di numero allo stato selvatico, sono stati abbattuti nel 2010 per preservare l'ecosistema ambientale.
A tutt'oggi nell'isola Amsterdam non vive alcuna popolazione residente, ma una base scientifica, la base Martin-de-Viviès, che accoglie senza interruzioni dal 1949 delle missioni costituite da 19 a 35 persone, secondo la stagione. Essa porta il nome del primo capo-missione di questa base.

## Clima
Il clima dell'isola è di tipo oceanico temperato, senza neve né gelo, ma con un vento costante da ovest. L'isola è situata a nord della zona detta di convergenza antartica, la frontiera idrologica naturale che marca il limite tra le acque calde dell'Oceano Indiano e quelle fredde dell'Oceano antartico. La temperatura media al riparo dal vento è di 16 °C. La temperatura più calda registrata negli ultimi 50 anni è di 26 °C, quella più bassa di 1,7 °C.

### Ricerca scientifica
Nel dicembre del 1949 Paul de Viviès installò una base meteorologica. La base finì di essere costruita alla fine degli anni cinquanta e divenne operativa negli anni sessanta.

## Nella cultura di massa
Nel romanzo di Jules Verne I figli del capitano Grant, l'isola Amsterdam è uno dei luoghi visitati da Lord Glenarvan e dagli altri protagonisti della vicenda durante la ricerca del disperso capitano Grant.